# 敏捷性
敏捷性（びんしょうせい、英: agility、アジリティ）とは、動作の素早さに関する能力をいう。スポーツ科学では、刺激に応じた速度または方向の変化を伴う急速の全身運動と定義される。英語で「素早い」を意味する形容詞 agile の名詞形であるagilityを片仮名で表記してアジリティとしても用いられる。経営や組織運営や、IT用語として時代の変化などに機敏に対応できる情報システムなども指す。また、スポーツの分野でも使用され、心理学でも用いられる。
このほか、アジリティは、犬の障害物競走であるドッグ・アジリティ（英: dog agility）の省略名称でもある。兎の障害物競争はラビット・アジリティという。

## スポーツにおける敏捷性・アジリティ
スポーツにおける敏捷性・アジリティとは、”Speed”（スピード）や”Quickness”（クイックネス）と同様の意味であり、これらの頭文字を取ったSAQ（Speed、Agility、Quickness）トレーニングがある。
サッカーでは、チームや相手の動きを瞬時に見極め、機に応じた方向転換や、加速・減速など緩急をつけたボールさばきができるなど、機敏に反応できる能力を指す。
単純な移動速度ではなく、動作方向を正確に変更する速さを指す。動作を行うまでの判断時間の短さも敏捷性に含める場合もある。
敏捷性が高いといった場合、以下のような内容を指す。
- 五感から刺激を受けて判断するまでの時間が短い
- 判断してから動作するまでの時間が短い
- 判断や動作が正確である

ほとんどのスポーツで敏捷性は重要な要素である。特に、攻守の切り替えが激しい卓球、武術、サッカー、バスケットボールでは高い敏捷性が要求される。ラダートレーニングなどのように、敏捷性を高める方法もある。
スポーツテストでは反復横跳びが敏捷性の測定に利用される。

## エモーショナル・アジリティ
心理学者スーザン・デイビッドは、日常状況に最適に対応できるために考えや感情を柔軟に対応させることをEmotional Agility（エモーショナル・アジリティ、感情的敏捷性）を提唱した。